# Конституция Латвийской Республики
Конституция Латвийской Республики, или Сатверсме (латыш. Latvijas Republikas Satversme) — основной закон Латвии.

## История
Конституция принята Учредительным собранием 15 февраля 1922 года при пяти воздержавшихся (представителях Латгальской христианской крестьянской партии), и вступила в силу 7 ноября 1922 года. Разрабатывая Конституцию, депутаты главным образом руководствовались Веймарской конституцией Германии.
Конституция 1922 года провозглашала Латвию демократической республикой (статья 1), вводила всеобщее, равное и прямое избирательное право при тайном голосовании для граждан старше 21 года (статьи 7 и 8), наделяла Сейм правом принимать законы (статья 64), бюджет (статья 66), утверждать международные договоры (статья 68), министры должны были пользоваться доверием Сейма (статья 59).
15 мая 1934 года в результате переворота, осуществленного премьер-министром Карлисом Улманисом, действие Конституции было частично отменено. После включения Латвии в состав СССР в 1940 г. Конституцию сменила Конституция (Основной Закон) Латвийской ССР, которая была заменена на новую в 1978 году.
4 мая 1990 года Верховный Совет Латвийской ССР 138 голосами из 201 при 1 воздержавшемся (значительная часть депутатов не участвовала в голосовании) провозгласил Декларацию о восстановлении независимости Латвийской Республики и возобновление действия статей 1, 2, 3 и 6 конституции 1922 года. Полностью Конституция была восстановлена в силе 6 июля 1993 года, при начале деятельности Пятого Сейма (до того в мере, не противоречившей её статьям 1, 2, 3 и 6, действовали также положения конституции Латвийской ССР с позднейшими поправками; сообщение Сейма о вступлении Конституции в силу в полном объёме подписали 98 депутатов из 100). Латвия — единственная из восточноевропейских стран, которая после крушения Восточного блока восстановила довоенную конституцию.
В 1998 году Конституция была дополнена разделом о правах человека (аналогичный раздел разрабатывался при разработке конституции как её вторая часть, но её проект был отклонён Учредительным собранием в апреле 1922 года). После исключения статьи 81 в 2007 году Конституция состоит из 115 статей, с 1 по 116.
Согласно правовой позиции Конституционного суда Латвии, наравне с собственно Конституцией Латвийской Республики, нормами конституционного ранга признаются «нормы Декларации о Латвийском государстве от 27 мая 1920 года, Декларации независимости и Конституционного закона [от 21.08.1991.] постольку, поскольку они не заменены нормами Конституции».
19 июня 2014 года Сейм принял, а 8 июля президент А. Берзиньш провозгласил новую преамбулу к Конституции. В ней, в частности, говорится, что Латвия была создана, чтобы гарантировать существование и вековое развитие латышской нации, ее языка и культуры, обеспечить свободу и поддержать благосостояние каждого человека и всего народа.

## Структура
- Преамбула.
- Глава 1. Общие положения
- Глава 2. Сейм
- Глава 3. Президент государства
- Глава 4. Кабинет министров
- Глава 5. Законодательство
- Глава 6. Суд
- Глава 7. Государственный контроль
- Глава 8. Основные права человека

## Поправки

### Процедура внесения
Поправки к Конституции (как и обычные законопроекты) имеют право вносить президент, правительство, комиссии Сейма, не менее 5 депутатов Сейма, а также одна десятая часть избирателей (ст. 65). Их принимает Сейм в трёх чтениях большинством не менее двух третей голосов присутствующих депутатов при кворуме в две трети членов Сейма. Изменения статей 1, 2, 3, 4, 6 или 77 Конституции, а также внесённые 10 % избирателей, но не принятые Сеймом проекты поправок, выносятся на референдум. Для принятия поправок на референдуме требуется, чтобы их поддержало большинство лиц, имеющих право голоса (ст. 76-79).
Подача поправок избирателями предусматривает сначала сбор инициаторами подписей 10 % избирателей, поправки поступают на рассмотрение Сейма.
Президент имеет также право (ст. 47) вносить на рассмотрение Сейма инициативы не в форме законопроектов.

### Принятые поправки
По состоянию на май 2021 года, были внесены следующие поправки:
- 1933 — изменены правила проведения референдума.
- 1994 — возрастной ценз на выборах Сейма снижен с 21 до 18 лет.
- 1996 — введён институт Конституционного суда.
- 1997 — срок полномочий Сейма и президента продлен с 3 до 4 лет.
- 1998 — введена глава о правах человека, в Конституцию внесено уже имевшееся в Законе о языках положение о статусе государственного для латышского языка, усложнённая процедура внесения поправок отнесена к большему числу статей Конституции.
- 2002 — в ряде статей закреплены положения о роли государственного языка, уже имевшиеся в Законе о государственном языке и регламенте Сейма, от депутатов парламента требуется клятва или торжественное обещание (в частности, укреплять латышский язык как единственный государственный).
- 2003 — введены положения о членстве в Европейском союзе.
- 2004 — президенту предоставлено больше времени для принятия решения о подписании законов.
- 2005 — внесено в Конституцию уже имевшееся в Гражданском законе положение об обязательной разнополости супругов.
- 2007 — правительство лишено права издавать правила с силой закона в промежутке между сессиями парламента.
- 2009 — введена возможность для избирателей инициировать референдум для досрочного роспуска парламента.
- 2014 — конституция дополнена подробной преамбулой, провозглашающей Латвию как страну латышей.
- 2016 — иммунитет депутатов Сейма ограничен уголовными делами (ранее он распространялся и на административные взыскания).
- 2018 — порядок голосования при избрании президента государства изменён с закрытого на открытое голосование.

### Значимые непринятые поправки, текущие события
5 апреля 1922 года Учредительное собрание отклонило проект второй части Конституции (о правах человека).
Весной 1934 года по инициативе Латышского крестьянского союза Сейм рассматривал проект поправок, расширявших полномочия президента и отменявших неприкосновенность депутатов Сейма. Когда ключевые положения проекта были отклонены Сеймом, лидер ЛКС, премьер-министр К. Улманис, совершил государственный переворот.
В 2008 году на референдум были вынесены поправки, распространявшие применение референдума на вопрос о досрочном роспуске парламента, но референдум был признан несостоявшимся из-за низкой явки.
В 2011 году объединением «ВЛ!»-«ТБ»/ДННЛ проект поправок о полном переходе на латышский язык в публичных школах был доведён до этапа сбора подписей, организованного ЦИК.
В 2011 г. президент В. Затлерс представил в порядке статьи 47 на рассмотрение Сейма инициативу поправок, предусматривающих расширение полномочий президента и усложнение процедуры его импичмента.
В ответ на поправки «ВЛ!»-«ТБ»/ДННЛ в марте 2011 года ряд общественных и политических организаций начал сбор подписей за поправки к статьям 4, 18, 21, 101 и 104 Конституции о введении русского языка как второго государственного, к 19 апреля собрав под поправками требуемые 10 000 нотариально заверенных подписей. В ноябре начался сбор подписей, организованный ЦИК. Поправки были отклонены Сеймом и переданы на референдум, где также были отклонены.
В январе 2021 года переданы на рассмотрение комиссий поправки о том, что основой семьи должно считаться кровное родство, усыновление или брак.